# Polioptila guianensis
La perlita guayanesa (Polioptila guianensis), también denominada curruca guyanesa o chirito brujito, es una especie de ave paseriforme de la familia Polioptilidae, perteneciente al numeroso género Polioptila. Es nativa del noreste de Sudamérica, en el escudo guayanés.

## Distribución y hábitat
Se distribuye desde el extremo este de Venezuela, en Guyana, Surinam, Guayana Francesa y norte de Brasil, al este de los ríos Branco y Negro y al norte del Amazonas, en el este de Amazonas, Roraima, norte de Pará y Amapá.
Esta especie es considerada poco común y aparentemente local en sus hábitats naturales: el dosel y los bordes de las selvas húmedas tropicales de regiones bajas, en terra firme, hasta los 300 m de altitud.

## Descripción
La perlita guayanesa mide una media de 11 cm de ongitud. Su plumaje es principalmente gris con el vientre blanco. Sus alas son más oscuras y tienen los bordes de las plumas claros. Su cola es negra con las plumas exteriores blancas. Presenta finos aros oculares blancos. Ambos sexos tienen una apariencia similar aunque el rostro de las hembras es ligeramente más claro.

## Sistemática

### Descripción original
La especie P. guianensis fue descrita por primera vez por el ornitólogo estadounidense Walter Edmond Clyde Todd en 1920 bajo el mismo nombre científico; su localidad tipo es: «Tamanoir, río Mana, Guayana Francesa».

### Etimología
El nombre genérico femenino «Polioptila» es una combinación de las palabras del griego «polios» que significa ‘gris’, y «ptilon» que significa ‘plumaje’; y el nombre de la especie «guianensis» se refiere a la localidad tipo, la Guayana Francesa.

### Taxonomía
Las especies amazónicas perlita del Río Negro Polioptila facilis y perlita de Pará P. paraensis eran tratadas como subespecies de la presente hasta el año 2017 en que fueron separadas como especies plenas con base en los estudios morfológicos y de vocalizaciones de Whitney y Álvarez (2005) —en esta misma publicación se describió la nueva especie perlita de Iquitos P. clementsi— y Whittaker et al. (2013) —en esta misma publicación se describió la nueva especie perlita del Inamabari P. attenboroughi—, corroborados por los análisis filogenéticos de Smith et al. (2018). Todas estas especies están cercanamente emparentadas, en el denominado «complejo P. guianensis». Las separaciones fueron aprobadas en la Propuesta N° 751 al Comité de Clasificación de Sudamérica (SACC), en la cual también se reconoció a P. attemboroughi. Es monotípica.